# Harini Amarasuriya
Harini Amarasuriya (Colombo, 6 de marzo de 1970) es una académica, activista y política de Sri Lanka que actualmente se desempeña como primera ministra de Sri Lanka desde 2024 durante el gobierno del presidente Anura Kumara Dissanayake. 
Miembro del Poder Popular Nacional, simultáneo a su cargo como primera ministra, también ocupa las carteras de Ministra de Justicia, Administración Pública, Consejos Provinciales, Gobierno Local y Trabajo, Ministra de Educación, Ciencia y Tecnología, Ministra de Comercio, Comercio, Seguridad Alimentaria, Desarrollo Cooperativo, Industrias y Desarrollo Empresarial, Ministra de Asuntos de la Mujer, la Infancia y la Juventud y Deportes y Ministra de Salud desde 2024. Amarasuriya ha sido miembro de la Lista Nacional del Parlamento por el Poder Popular Nacional desde 2020. Anteriormente fue profesora titular en el Departamento de Estudios Sociales de la Universidad Abierta de Sri Lanka.
Ella está ideológicamente en el centro-izquierda de la actual coalición gobernante Poder Popular Nacional, y se considera liberal. Amarasuriya es conocida por sus investigaciones sobre el desempleo juvenil, el feminismo, la desigualdad de género, la protección infantil y las ineficiencias del sistema educativo de Sri Lanka. Es miembro de la Junta Directiva de la organización no gubernamental de Sri Lanka Nest. Es la tercera mujer primera ministra de Sri Lanka después de Sirimavo Bandaranaike y Chandrika Kumaratunga.

## Primeros años y carrera
Amarasuriya tiene un doctorado en Antropología Social de la Universidad de Edimburgo. También ha publicado libros y realizado investigaciones sobre juventud, política, disidencia, activismo, género, desarrollo, relaciones entre el Estado y la sociedad, protección infantil, globalización y desarrollo. Después de trabajar como profesional en protección infantil y psicosocial durante varios años, se unió a la Universidad Abierta de Sri Lanka como profesora titular en el campo de la Sociología.
También es activista, se ha convertido en miembro de la Federación de Asociaciones de Profesores Universitarios y se ha sumado a las protestas que exigen educación gratuita. Ha abogado por la igualdad de género, los derechos LGBTQ+, y es parte del Grupo Parlamentario para el Bienestar Animal.

### Política
Amarasuriya se unió a la Organización Nacional de Intelectuales en 2019 e hizo campaña por el candidato del NPP Anura Kumara Dissanayake durante las elecciones presidenciales de Sri Lanka de 2019. El 12 de agosto de 2020, fue nominada y designada por la coalición de Dissanayake como candidata de la lista nacional para ingresar al 16º Parlamento de Sri Lanka después de las elecciones parlamentarias de Sri Lanka de 2020.
Se generó confusión y preocupación sobre si podría continuar su servicio como profesora académica superior en la Universidad Abierta después de ser nominada como candidata de la lista nacional. Sin embargo, en una entrevista con EconomyNext, reveló oficialmente que había renunciado al puesto de profesora titular de la Universidad Open para seguir su carrera política y la política parlamentaria como diputada.

## Primera ministra (2024-presente)
El 24 de septiembre de 2024, Amarasuriya fue juramentado como el decimosexto primer ministro de Sri Lanka por el presidente Anura Kumara Dissanayake. Ella es la primera primera ministra de su partido y la tercera mujer en ocupar el cargo después de Sirimavo Bandaranaike y Chandrika Kumaratunga.